# Susan Johnson

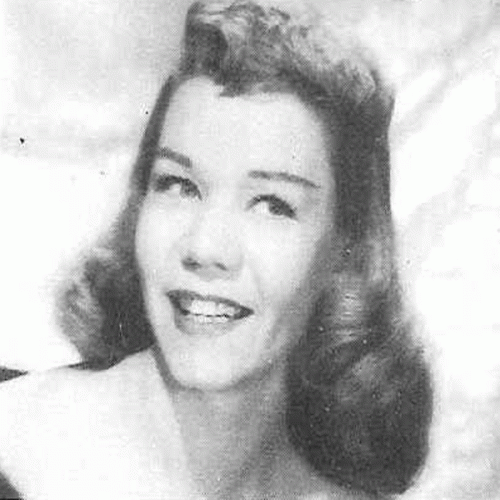
Johnson em 1955

Susan Johnson (6 de julho 1927 - 24 de fevereiro 2003), também conhecida como Susan Johnson-Kehn, foi uma atriz e cantora estado-unidense. Ela atuou principalmente em musicais teatrais, mas também apareceu um filmes e programas de televisão.

## Vida pessoal
Marilyn Jeanne Johnson mudou de nome para Susan Johnson. Ela nasceu em Columbus (Ohio) e estudou na Universidade Estadual de Ohio..
Seu primeiro casamento com o ator Robert Pastene acabou em divórcio. Ela casou-se com seu segundo marido, Lawrence Brown, que a deixou depois de um acidente de moto que deixou Susan Johnson com ferimentos graves no cérebro e ouvido. Seu terceiro casamento com o jogador de beisebol profissional Chet Kehn durou de 1965 até sua morte, em 1984.

## Trabalhos em filmes e teatro
Johnson mudou-se para Nova York em 1947. Ela atuou na Broadway nas peças Brigadoon (1950, remontagem), The Most Happy Fella (1956-57), Oh, Captain! (1958), Whoop-Up (1958-59) e Donnybrook! (1961). Ela ganhou o prêmio Theater World Award em 1956 por seu papel em The Most Happy Fella e foi indicada para um prêmio Tony Award em 1958 por seu papel em Oh, Captain! Ela também atuou nos filmes Mudança de Hábito (1992) e Mudança de Hábito 2 (1993).

## Morte
Susan Johnson-Kehn morreu de enfisema em 2003 em Sacramento (Califórnia) aos 75 anos.